# Agnippe pseudolella
Agnippe pseudolella is een vlinder uit de familie tastermotten (Gelechiidae). De wetenschappelijke naam is voor het eerst geldig gepubliceerd in 1888 door Christoph.
De soort komt voor in Europa.